# 1540
1540 (MDXL) fue un año bisiesto comenzado en jueves del calendario juliano.

## Acontecimientos

### América
- 1 de enero: en Cusco (Perú), el militar español Pedro de Valdivia inicia su expedición a Chile. Sale con un grupo reducido de españoles y pocos indígenas. Lo acompaña Inés de Suárez, la primera mujer que inscribe su nombre en la Historia de Chile.
- 16 de abril: sobre la localidad de Choquesaca (capital de la nación de los charcas), el español Peranzúrez funda la Villa de la Plata de la Nueva Toledo (actual Sucre, capital administrativa de Bolivia).
- 14 de julio: en el Valle del Cauca (Colombia), Juan Ladrillero funda la aldea de Buenaventura.
- 25 de julio: en el Perú se funda la ciudad de Moyobamba
- 9 de agosto: en el Valle del Cauca (Colombia), Jorge Robledo funda la aldea de San Jorge de Cartago.
- 15 de agosto: en Perú se funda la villa de Arequipa.
- 29 de septiembre: encima de la antigua aldea charca de Chuquisaca (en la actual Bolivia), el conquistador Peranzúrez de Camporredondo funda la Villa de La Plata de la Nueva Toledo, que más tarde se llamará Sucre (actual capital administrativa de Bolivia).
- 4 de octubre: en Campeche (México) se funda la villa de San Francisco de Campeche.
- En Norteamérica, García López de Cárdenas perteneciente a una expedición liderada por Francisco Vázquez de Coronado descubre el Gran Cañón del río Colorado.
- Se termina la construcción de la Catedral Basílica Menor de Colima, México.

### Europa
- 6 de enero: en Inglaterra, el rey Enrique VIII se casa con Ana de Cleves.
- 1 de abril: en Francia, el rey Francisco I, anuncia el Edicto de Fontainebleau, por el que se prohíbe el credo protestante.
- 28 de julio: en Inglaterra, el rey Enrique VIII se casa con Catalina Howard
- 18 de noviembre: El Parlamento de Provenza aprueba un edicto contra los valdenses de la localidad de Mérindol.
- En Roma (Italia), el papa Paulo III aprueba la Compañía de Jesús (los jesuitas).

## Nacimientos
- 24 de enero: Edmundo Campion, sacerdote jesuita inglés y mártir (f. 1581).
- 29 de junio: Ana de Mendoza y de la Cerda, princesa de Éboli (f. 1592).
- Francis Drake, marino británico.
- Antonio Pérez, político español, secretario del rey Felipe II.

## Fallecimientos
- 6 de mayo: Juan Luis Vives, humanista, filósofo y pedagogo español (n. 1492).
- 22 de agosto: Guillaume Budé, helenista, jurista y humanista francés (n. 1467).
- 28 de agosto: Federico II Gonzaga, aristócrata italiano (n. 1500).
- Nitiánanda: santo hinduista bengalí, considerado dios por sus seguidores (n. 1474).

- Datos: Q6482
- Multimedia: 1540 / Q6482